# راؤول مارتينيز
راؤول مارتينيز (بالإنجليزية: Raúl Martínez)‏ (و. 1926 – م) هو مبارز بالسيف، من الأرجنتين، ولد في قرطبة، شارك في ألعاب أولمبية صيفية 1960.

## روابط خارجية
- راؤول مارتينيز على موقع أوليمبيديا (الإنجليزية)